# 自然共生研究センター
自然共生研究センター（しぜんきょうせいけんきゅうセンター、英: AQUA RESTORATION RESEARCH CENTER）は、岐阜県各務原市川島笠田町にある国立研究開発法人土木研究所の研究施設。
河川環境楽園内にある施設の一つである。

## 概要
河川湖沼の自然環境保全及び復元のための基礎的、応用的研究を行い、その結果を普及することを目的とする。
北派川の河川敷に、新境川からの水を引き込んだ3つの実験河川と6つの実験池を所有する。実験河川は長さ800 mあり、様々な条件（直線、曲線、コンクリート護岸、植物護岸、ワンドなど）が設定され、河川での生物の状況や環境保全、環境復元の研究が行われている。実験池はは岸の植生や浮島の水質浄化効果などの研究が行われている。
実験河川沿いには、魚道の実験用の水路、及び河原植物保全研究ゾーンが整備されている。
1998年（平成10年）11月6日開所。
実験河川は自由に見学可能。また、解説員による見学案内「ガイドツアー」（要予約）も開催される。見学は状況により変更される場合あり。

## 施設
- 実験河川
- 実験池
- 魚道設置用水路
- 河原植物保全研究ゾーン
- 研究棟

## 利用案内
- 開館時間：10:00 - 16:00
- 開館日：平日
- 休館日：土・日曜日、祝日、年末年始
- 入館料：無料

## 住所
- 岐阜県各務原市川島笠田町官有地無番地（河川環境楽園内）

## 交通アクセス
- 各務原市ふれあいバス川島線「河川環境楽園」バス停より徒歩で約8分。
- 岐阜バス笠松川島線「河川環境楽園」バス停より徒歩で約8分。
- 笠松町公共施設巡回町民バス「スポーツ交流館前」バス停より徒歩で約15分。

※ 自動車の場合、河川環境楽園の中央駐車場、西口駐車場、東海北陸自動車道川島PAを利用することになるが、最寄りは西口駐車場である。

## その他
実験河川は新境川の水を取り込んでおり、各務原市神置町に貯水池を設置している。貯水池から配水池（実験河川の上流部）への水路は北派川の河川敷を通る岐阜県道93号川島三輪線の下を通しており、もぐり橋の架け替えや県道93号川島三輪線の整備と合わせて造られた。